# نرا استنتن بارنی
نرا استنتن بارنی ((به انگلیسی: Nora Stanton Barney) نام پیش از ازدواج: بلچ (به انگلیسی: Blatch)؛ زادهٔ ۳۰ سپتامبر ۱۸۸۳ – درگذشتهٔ ۱۸ ژانویه ۱۹۷۱) مهندس عمران آمریکایی زادهٔ انگلستان و فعال حق رأی زنان بود. بارنی یکی از نخستین زنانی بود که با مدرک مهندسی در ایالات متحده فارغ‌التحصیل شد. همسرش به او اخطار داده بود که بین خانه‌داری و مهندسی یکی را انتخاب کند که او مهندسی را انتخاب کرد. او نوهٔ الیزابت کدی استانتون بود.

## اوایل زندگی
او در سال ۱۸۸۳ با نام نرا استنتن بلچ در بیزینگ‌استوک، همپشر، انگلستان، به دنیا آمد؛ ویلیام بلچ و هریوت ایتون استنتن، دختر الیزابت کدی استانتون، پدر و مادر او بودند. او در سال ۱۸۹۷ در مدرسهٔ هوراس مان در نیویورک تحصیل در رشته‌های لاتین و ریاضیات را آغاز کرد و تابستان‌ها به انگلستان بازمی‌گشت. خانوادهٔ او در سال ۱۹۰۲ به ایالات متحده نقل مکان کردند. پس از آن، نرا در دانشگاه کرنل تحصیل را آغاز کرد و در سال ۱۹۰۵ با مدرک مهندسی عمران فارغ‌التحصیل شد. او اولین زن فارغ‌التحصیل رشتهٔ مهندسی از دانشگاه کرنل بود. در همان سال، او اولین زنی بود که در انجمن مهندسان عمران آمریکا (ASCE) به عنوان عضو جوان، پذیرفته شد. او همچنین کار برای سازمان تأمین آب شهر نیویورک و شرکت بریج آمریکایی را در سال ۱۹۰۵–۱۹۰۶ آغاز کرد.
نرا با پیروی از مادر و مادربزرگش، در جنبش رو به رشد حق رای زنان نیز فعال شد. او نخستین عضو زن انجمن مهندسان عمران آمریکا بود امّا فقط به او اجازه داده شد تا عضو جوان باشد؛ در سال ۱۹۱۶ تنها به علّت جنسیتش از ترفیعش به عضویت دائم خودداری کرد. در آن زمان، زنان فقط به عنوان اعضای جوان پذیرفته می‌شدند. در سال ۱۹۱۶، او از انجمن مهندسان عمران آمریکا (ASCE) به علّت امتناع از پذیرش او به عنوان عضو دائم، حتی با وجود داشتن تمام شرایط، شکایت کرد. بلچ شکست خورد و هیچ زنی به مدّت یک دهه عضو دائم آن انجمن نشد. در سال ۲۰۱۵، او پس از مرگش به عضو دائم تبدیل شد.

## ازدواج با لی دفارست

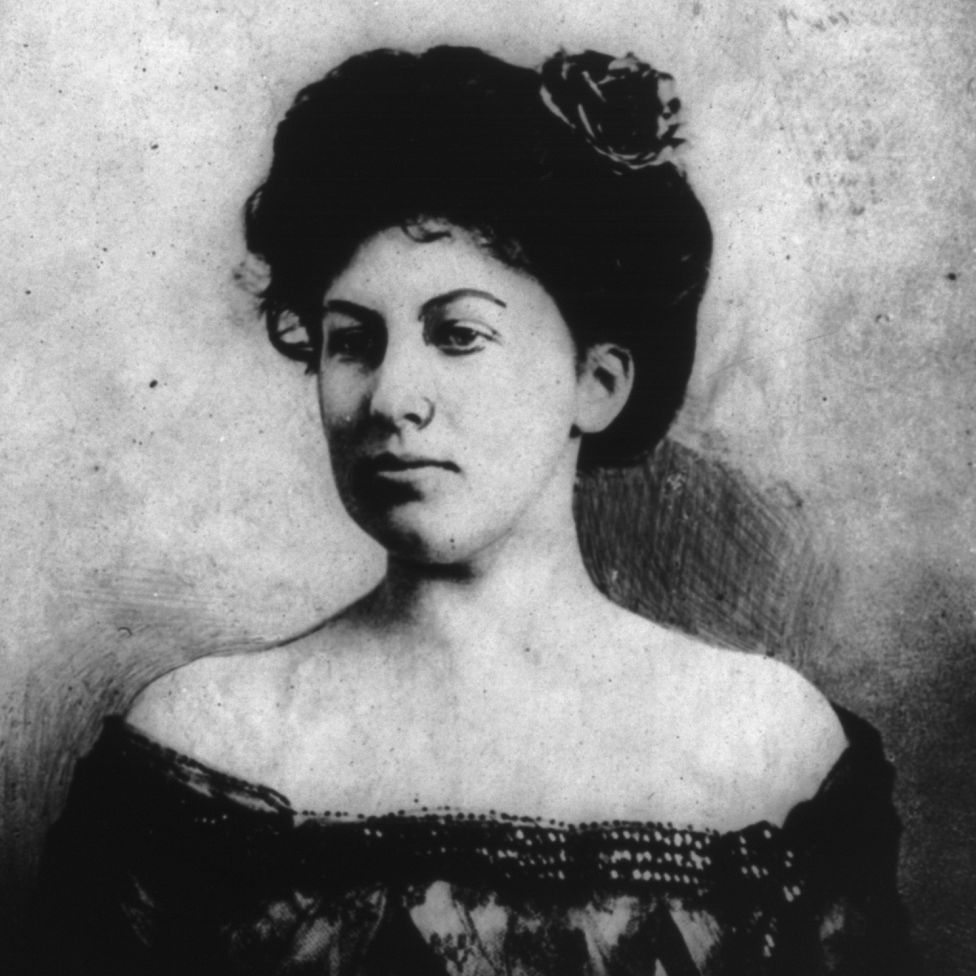
بارنی در جوانی

در سال ۱۹۰۸، او با مخترع لی دفارست ازدواج کرد و به مدیریت برخی از شرکت‌هایی که او برای ترویج اختراعات او و فناوری جدید بی‌سیم (رادیو) تأسیس کرده بود، کمک کرد. این زوج ماه عسل خود را در اروپا صرف بازاریابی تجهیزات رادیویی که دفارست توسعه داد بودند، کردند. با این حال، این زوج تنها یک سال بعد، عمدتاً به علت اصرار دفارست بر این که نرا حرفه خود را رها کند و به خانه‌داری معمولی تبدیل شود، از هم جدا شدند. اندکی بعد، در ژوئن ۱۹۰۹، نرا دخترشان هریت را به دنیا آورد. در سال ۱۹۰۹، او به عنوان مهندس برای شرکت ساختمانی رادلی استیل شروع به کار کرد. او در سال ۱۹۱۲ از دفارست طلاق گرفت؛ پس از طلاق، او به حرفهٔ مهندسی خود ادامه داد و برای کمیسیون خدمات عمومی ایالت نیویورک کار کرد.

## اواخر زندگی
در سال ۱۹۱۹، نرا با مرگان بارنی، معمار کشتی ازدواج کرد. دختر آنها، ردا بارنی جنکینز، متولد ۱۲ ژوئیه ۱۹۲۰، در نیویورک، معمار و فعال اجتماعی بود. ردا در ۲۵ اوت ۲۰۰۷ در گرینویچ درگذشت. نرا به کار برای حقوق برابر برای زنان و صلح جهانی ادامه داد و در سال ۱۹۴۴ کتاب صلح جهانی از طریق پارلمان مردمی را نوشت.
نورا تا زمان مرگش در گرینویچ، کنتیکت در ۱۸ ژانویه ۱۹۷۱، به عنوان توسعه دهنده املاک و فعّال سیاسی کار کرد.

## بیشتر خواندن
- "Nora Stanton Blatch Barney". Encyclopædia Britannica Online. Retrieved 2008-06-01.
- "Nora Stanton Blatch". IEEE Global History Network. IEEE. Retrieved 2009-01-14.